# منطقه دوم دریایی ولایت نداجا
منطقه دوم دریایی ولایت نیروی دریایی ارتش جمهوری اسلامی ایران یکی از چهار منطقه دریایی زیرمجموعه نیروی دریایی ارتش جمهوری اسلامی ایران است، که ستاد فرماندهی آن در بندر جاسک، استان هرمزگان مستقر می‌باشد. پس از صدور فرمان رهبر جمهوری اسلامی مبنی بر لزوم توجه ویژه به منطقه راهبردی سواحل مکران، نیروی دریایی ارتش با تاسیس منطقه دوم دریایی ولایت جاسک در سال ۱۳۸۷، اولین گام را برداشت. منطقه دوم دریایی به‌عنوان یک منطقه امنیتی در شهرستان جاسک، در شرق استان هرمزگان و همسایگی استان سیستان و بلوچستان، در حاشیه سواحل مکران استقرار یافته است. هم‌اکنون دریادار دوم فرهاد فتاحی فرماندهی منطقه دوم دریایی را برعهده دارد.